# مجتبی ذوالنوری
مجتبی ذوالنوری (زادهٔ ۲۱ مرداد ۱۳۴۲ در ملایر) سیاستمدار اصولگرا و روحانی شیعه ایرانی است که هم‌اکنون در دوره دوازدهم مجلس شورای اسلامی به‌عنوان نماینده حوزه انتخابیه قم فعالیت می‌کند.
وی از خرداد سال ۱۴۰۲ تا خرداد ۱۴۰۳ به‌عنوان نایب‌رئیس دوم مجلس شورای اسلامی فعالیت می‌کرد. ذوالنوری از سال ۱۳۹۸ تا ۱۴۰۰ در سال پایانی دوره دهم و سال نخست دوره یازدهم مجلس شورای اسلامی، سمت رئیس کمیسیون امنیت ملی و سیاست خارجی مجلس شورای اسلامی را برعهده داشت.

## مجلس شورای اسلامی

### دورهٔ یازدهم
وی در یازدهمین انتخابات مجلس شورای اسلامی در سال ۱۳۹۹، توانست از حوزه انتخابیه قم برای دومین دورهٔ در مجلس شورای اسلامی حضور پیدا کند. او همچنین در سال ۱۴۰۲ به‌عنوان نایب‌رئیس دوم مجلس شورای اسلامی انتخاب شد.

### دورهٔ دهم
وی در دهمین انتخابات مجلس مجلس شورای اسلامی به همراه احمد امیرآبادی فراهانی و علی لاریجانی به‌عنوان نماینده سوم از حوزه انتخابیه قم به مجلس شورای اسلامی راه یافت. او یکی از کرسی‌های کمیسیون امنیت ملی و سیاست خارجی مجلس شورای اسلامی را در اختیار دارد و در انتخابات داخلی کمیسیون امنیت ملی و سیاست خارجی در ۲ تیر ۱۳۹۸ و در سال پایانی دوره دهم به ریاست این کمیسیون انتخاب شد.

### انتخابات دورهٔ نهم
ذوالنور در انتخابات نهمین دوره مجلس شورای اسلامی در سال ۱۳۹۱با قرار گرفتن در جایگاه چهارم در حوزه انتخابیه قم در این انتخابات شکست خورد.

## سوابق اجرایی[۱۱]
- مسئول اعزام مبلغ لشکر ۲۷ محمد رسول‌الله در فاصله سال‌های ۱۳۶۱ تا ۱۳۶۴
- معاون فرهنگی لشکر ۱۰ سیدالشهدا و همزمان معاون فرهنگی قرارگاه و سپاه سوم قدس، حدوداً تا پایان جنگ با حفظ سمت فرماندهی تیپ ۸۳
- مسئول ستاد ارتباطات فرماندهی تبلیغات جبهه و جنگ
- فرمانده تیپ مستقل ۸۳ امام جعفر صادق به مدت ۲۳ سال
- دبیرکل کنگره شهدای روحانی کشور به مدت بیش از ۱۸ سال
- جانشین ستاد نمایندگی ولی فقیه و نیز ریاست ستاد مذکور به مدت چند سال با حفظ سمت فرماندهی تیپ ۸۳
- جانشین نماینده ولی فقیه در سپاه به مدت سه سال
- نمایندگی قم در دوره دهم مجلس شورای اسلامی
- ریاست کمیتهٔ هسته‌ای مجلس شورای اسلامی به مدت سه سال
- ریاست کمیسیون امنیت ملی و سیاست خارجی مجلس شورای اسلامی از ابتدای سال چهارم و دوره دهم
- عضویت در کمیسیون اصل ۹۰ قانون اساسی
- ریاست فراکسیون دفاع و اقتدار ملی
- ریاست فراکسیون روحانیت مجلس
- عضویت در ۱۲ کمیسیون دیگر

## مواضع
ذوالنور در مصاحبه ای گفت: «پس از حضور شینزو آبه در ایران از محمدجواد ظریف (وزیر وقت امور خارجه) بابت تحرکات دیپلماتیک‌اش تشکر کردم.»
وی افزایش سن بازنشستگی را غیرشرعی اعلام نمود.
ذالنور در سال ۱۳۹۸ گفت «دشمنان» پوشک بچه را طوری تولید می‌کنند که باعث عقیمی بشود.
در زمان بررسی تغییر حداقل سن قانونی ازدواج در کمیسیون قضایی و حقوقی مجلس دهم، مجتبی ذوالنوری تأکید کرد که این تصمیم اشکال شرعی دارد و گفت:شرع حدی به نام بلوغ برای دختر و پسر گذاشته است و طبق این معیار افراد تصمیم به ازدواج می‌گیرند و کسی نمی‌تواند حکمی که شرع جواز آن را داده است ممنوع کند.

ذوالنوری در مورد پیشروی‌های طالبان، درسال ۱۴۰۰ گفت؛ 
که طالبان بخشی غیرقابل انکار از واقعیت در افغانستان است و نباید این گروه را با گروه‌های تروریستی اسلامگرا مانند داعش یا القاعده برابر دانست.

ذوالنوری در ۱۳ آبان ۱۴۰۰ در مراسم بزرگداشت یوم‌الله ۱۳ آبان‌ماه دربارهٔ جنگ با آمریکا گفت؛ 
امروز محل مبارزه با آمریکا در کوچه‌ها و خیابان‌های قم است.